# Lucanus koyamai
Lucanus koyamai là một loài bọ cánh cứng trong họ Lucanidae. Loài này được Hirasawa & Akiyama mô tả khoa học năm 1990.